# Тертишний Дмитро Валерійович
Дмитро Валерійович Тертишний (рос. Дмитрий Валерьевич Тертышный, нар. 26 грудня 1976, Челябінськ — пом. 23 липня 1999 озеро Оканаган, Британська Колумбія) — російський хокеїст, що грав на позиції захисника.

## Ігрова кар'єра
Хокейну кар'єру розпочав на батьківщині 1994 року виступами за команду «Трактор» (Челябінськ).
1995 року був обраний на драфті НХЛ під 132-м загальним номером командою «Філадельфія Флаєрс». 
Протягом професійної клубної ігрової кар'єри, що тривала 6 років, захищав кольори команд «Філадельфія Флаєрс» та «Трактор» (Челябінськ).
Загалом провів 63 матчі в НХЛ, включаючи 1 гру плей-оф Кубка Стенлі.

## Смерть
23 липня 1999 року, Тертишний на човні разом з двома іншими гравцями «Філадельфія Фантомс» Френсісом Беланже та Михайлом Черновим прогулювався на катері по озеру Оканаган в Британській Колумбії. Через велику хвилю його викинуло за борт катеру і він потрапив під гвинт, який полоснув його шию, внаслідок чого Дмитро помер від втрати крові попри зуссиля його друзів врятувати йому життя та виклик карети швидкої допомоги.

## Статистика
| Сезон        | Клуб                   | Ліга         | Регулярний сезон | Регулярний сезон | Регулярний сезон | Регулярний сезон | Регулярний сезон | Плей-оф | Плей-оф | Плей-оф | Плей-оф | Плей-оф |
| Сезон        | Клуб                   | Ліга         | І                | Г                | П                | О                | ШХ               | І       | Г       | П       | О       | ШХ      |
| ------------ | ---------------------- | ------------ | ---------------- | ---------------- | ---------------- | ---------------- | ---------------- | ------- | ------- | ------- | ------- | ------- |
| 1994–95      | «Трактор» (Челябінськ) | МХЛ          | 38               | 0                | 3                | 3                | 14               | 1       | 0       | 0       | 0       | 0       |
| 1995–96      | «Трактор» (Челябінськ) | МХЛ          | 44               | 1                | 5                | 6                | 50               | —       | —       | —       | —       | —       |
| 1996–97      | «Трактор» (Челябінськ) | Суперліга    | 40               | 2                | 5                | 7                | 32               | 2       | 0       | 0       | 0       | 2       |
| 1997–98      | «Трактор» (Челябінськ) | Суперліга    | 46               | 3                | 7                | 10               | 18               | —       | —       | —       | —       | —       |
| 1998–1999    | «Філадельфія Флаєрс»   | НХЛ          | 62               | 2                | 8                | 10               | 30               | 1       | 0       | 0       | 0       | 2       |
| Росія разом  | Росія разом            | Росія разом  | 168              | 6                | 20               | 26               | 114              | 3       | 0       | 0       | 0       | 2       |
| Усього в НХЛ | Усього в НХЛ           | Усього в НХЛ | 62               | 2                | 8                | 10               | 30               | 1       | 0       | 0       | 0       | 2       |